# 키쿠치 요시토
키쿠치 요시토는 《GTO (만화)》에 등장하는 등장인물으로, 구 정발판 명칭은 국지.

## 소개
- 키쿠치 요시토(국지) - 성우: 미도리카와 히카루 / 최재호

머리가 명석하고 재주가 많은 세이린학원 중등부 학생. 처음에는 오니즈카를 추방하려했지만 나중에는 그를 도와준다.